# Sybrohyagnis minor
Sybrohyagnis minor là một loài bọ cánh cứng trong họ Cerambycidae.